# Eleutherodactylus barlagnei
Eleutherodactylus barlagnei là một loài ếch trong họ Leptodactylidae. Chúng là loài đặc hữu của Guadeloupe.
Các môi trường sống tự nhiên của chúng là các khu rừng ẩm ướt đất thấp nhiệt đới hoặc cận nhiệt đới, các khu rừng vùng núi ẩm nhiệt đới hoặc cận nhiệt đới, đồng cỏ nhiệt đới hoặc cận nhiệt đới vùng ngập nước hoặc lụt theo mùa, đồng cỏ nhiệt đới hoặc cận nhiệt đới vùng đất cao, sông, và vùng đồng cỏ. Loài này đang bị đe dọa do mất môi trường sống.